# Science-Based Medicine
Science-Based Medicine — это веб-сайт и блог со статьями, посвящёнными вопросам науки и медицины, а также разоблачению шарлатанства в области медицины. Сайт был основан в 2008 году, он принадлежит Обществу скептиков Новой Англии и управляется Стивеном Новеллой и Дэвидом Горски.

## История
Блог Science-Based Medicine (SBM) был запущен 1 января 2008 года. Его редакторами-основателями стали Стивен Новелла, клинический невролог из Йельского университета, Харриет Холл и Дэвид Горски, а также Марк Крислип и Кимбалл Эттвуд.
Science-Based Medicine управляется Обществом скептиков Новой Англии, в котором Новелла, исполнительный редактор SBM, также был президентом с момента основания. Горски, хирург-онколог из Университета штата Уэйн, стал главным редактором SBM.
Блог Science-Based Medicine связан с Society for Science-Based Medicine (SfSBM), образовательной и правозащитной группой, зарегистрированной в 2014 как некоммерческая корпорация во Флориде. SfSBM позже был поглощен Центром по расследованию в 2020 году.
Другими ключевыми участниками SBM были писатель Пол Ингрэм (2010—2016) и Уоллес Сэмпсон, редактор и постоянный участник SBM до своей смерти в 2017 году

## Содержание и формат
Science-Based Medicine — это веб-сайт в формате блога, который исследует противоречия в науке и медицине, особенно связанные с шарлатанством в медицине. SBM известен тем, что постоянно противостоит альтернативной медицине и выступает против финансирования университетов сторонниками интегративной медицины. Дэвид Фридман в своей статье для The Atlantic описал SBM как «влиятельный блог, который неустанно преследует альтернативную медицину».
Редакция SBM утверждает, что лучшее лечение основано на научных принципах, включает в себя предварительную достоверность и не основано только на доказательствах. Горски, Новелла и Этвуд утверждают, что научно-обоснованная медицина отличается от доказательной медицины, и подчеркивают, что рандомизированные клинические испытания следует проводить только тогда, когда имеются доклинические сведения, оправдывающие затраченные усилия, время и расходы. Что касается научно обоснованного подхода, Новелла поддерживает сведение к минимуму или исключение исследований неправдоподобных методов лечения и указывает, что зачастую требуются десятилетия для того, чтобы клинические исследования были подкреплены строгими, окончательными испытаниями, в течение которых должны приниматься решения, в которых стоит руководствоваться критериями правдоподобия.
В систематическом обзоре веб-сайтов, на которых размещены материалы по альтернативной медицине за 2018 год, исследователь в области медицинского образования Энни Чен и её коллеги назвали Science-Based Medicine наряду с WebMD примером «информационной службы», предоставляющей статьи о здоровье и болезнях.
Во время пандемии COVID-19 редакторы Science-Based Medicine опровергали дезинформацию, которая распространялась через социальные сети, например, ложное утверждение о том, что вакцины против COVID-19 могут вызывать бесплодие.

## Юридические споры
В 2014 году на Новеллу подал в суд Эдвард Тобиник, врач, утверждающий, что лечит неврологические заболевания, из-за двух постов в SBM, критикующих использование препарата этанерцепт не по прямому назначению в клинике Тобиника. Новелла сказал, что для врачей «неэтично заниматься практиками за пределами своей компетенции и опыта». Иск, поданный Тобиником против Новеллы, Society for Science-Based Medicine, Inc. и SGU Productions, LLC, был разрешен после того, как суд вынес решение в пользу ответчиков.